# Studená u Chříče
Studená (deutsch Studena) ist eine Gemeinde in Tschechien. Sie liegt zwölf Kilometer östlich von Kralovice und gehört zum Okres Plzeň-sever.

## Geographie
Studená befindet sich auf einer Terrasse linksseitig über dem Tal der Berounka im Kralowitzer Hügelland (Kralovická pahorkatina). Im Ort entspringt der Bach Dolanský potok. Nordöstlich erstreckt sich das Landschaftsschutzgebiet Křivoklátsko, südlich der Naturpark Horní Berounka. Nördlich erhebt sich der Úvoz (438 m), im Nordosten die Marta (406 m) und der Dubensko (414 m), südlich der Hamouz (470 m), sowie im Südwesten der Na Chocholouši (397 m).
Nachbarorte sind Slatina und Chříč im Norden, Modřejovice, Čertovec, Dubjanský Dvůr und Kostelík im Nordosten, Pod Dubjany, Dubensko, Kočkův Mlýn, Hradiště, Kalinova Ves und Zvíkovec im Osten, Hamouz, Podmokly und Sádky im Südosten, Dolany, Ptyč, Chlum und Lejskův Mlýn im Süden, Prachárna, Hrešihlavy, Třímanský Přívoz, Bohy, Rohy und Krašov im Südwesten, Brodeslavy, Baborův Mlýn, Brodský Mlýn und Všehrdy im Westen sowie Černíkovice, Holovousy und Březsko im Nordwesten.

## Geschichte
Studená entstand wahrscheinlich in der Mitte des 11. Jahrhunderts im Zuge der Binnenkolonisation Böhmens unter Herzog Břetislav I. Dieser hatte im Jahre 1039 bei seinem zweiten Raubzug nach Polen nach die Piastenburg Gradec (tschechisch Hedč) belagert. Nach der Einnahme der Burg stellten sich dorthin geflüchteten Bewohner der Gegend unter den Schutz Břetislavs, der sie mitsamt ihrem Vieh nach Böhmen mitnahm und im Waldgebiet Černý les bei Kralovice ansiedelte. Die Hedčané waren bis zum Beginn des 13. Jahrhunderts freie Siedler, im Jahre 1229 wurden ihre 25 Dörfer der Burg Křivoklát unterstellt. Seinen Namen erhielt Studená wahrscheinlich von der kalten Quelle in der Flur V Jamech unterhalb des Ortes. An dieser Stelle befand sich wahrscheinlich auch die erste, möglicherweise noch provisorische Siedlung der Hedčané. Im Jahre 1953 wurden dort Reste einer Siedlung ausgegraben, die ins 11.–12. Jahrhundert datiert werden. Daneben befanden sich sechs klar abgegrenzte kreisförmige Gruben von ca. drei Metern Durchmesser, die bis zu 0,7 Meter hoch mit Asche, Knochenresten, Scherben sowie verrußten Steinen gefüllt waren.
Die erste schriftliche Erwähnung des aus elf Anwesen bestehenden Dorfes Studená erfolgte im Jahre 1419. Während der Hussitenkriege verödete das Dorf und bestand schließlich nur noch aus fünf Gehöften. Im Jahre 1447 veräußerte Ulrich von Hlohovices Tochter Margarethe ihr Gut Holovousy mit Studená an Dobeš von Modřejovice und Bohuslav von Chlum. Nach dem Tode des letzteren fiel dessen Anteil von Holovousy einschließlich Studená an die Herren Kolowrat-Krakowsky. Nach dem Tode von Heinrich Albert Kolowrat-Krakowsky teilten dessen Söhne 1530 das Erbe auf, wobei Studená Hynek Kolowrat-Krakowsky erhielt. Hyneks Söhne verkauften 1548 einen Teil ihrer Güter, darunter Studená, an Johann d. Ä. Popel von Lobkowicz auf Zbiroh. Dessen Sohn Johann d. J. verkaufte die Güter Studená und Dubjany sowie den Hof in Holovousy an Sebastian und Ulrich Lažanský von Buggau auf Chříč. Bei der Besitzteilung zwischen den beiden Brüdern fiel Studená im Jahre 1567 Ulrich Lažanský von Buggau zu. Nach Ulrichs Tod wurden die Güter Dubjany und Chříč 1573 wieder vereinigt. Sebastian Lažanský von Buggau verkaufte beide Güter 1585 wegen Verschuldung an Johann Teyrzowsky von Ensiedl (Jan Týřovský z Enzidle) auf Hřebečníky und Skryje.
Dessen Sohn, der Rakonitzer Kreishauptmann Heinrich Jakob Teyrzowsky von Ensiedl, vererbte 1618 die Güter Křič, Kožlan, Břesko  und Dubian seinem Sohn Johann. Dieser verkaufte die Güter 1621 an Bohuslaw Georg Kolowrat-Krakowsky auf Schippen und Schösselhof. Im Jahre 1625 gehörten sämtliche Güter Hermann Warlich von Bubna. Während des Dreißigjährigen Krieges wurde die Gegend verwüstet, die Dörfer Dubian und Dolan erloschen gänzlich. Im Jahre 1651 lebten in Studena nur noch drei Familien. In der berní rula von 1654 sind für Studena sechs Bauerngüter aufgeführt, von denen zwei wüst lagen. Nachfolgende Besitzer waren ab 1650 Adam Heinrich Teyrzowsky von Ensiedl, ab 1665 der Rakonitzer Kreishauptmann Adalbert Ignaz Teyrzowsky von Ensiedl und ab 1695 dessen Sohn Wilhelm Freiherr Teyrzowsky von Ensiedl. Im Jahre 1713 veräußerten die Brüder Teyrzowsky von Ensiedl die Herrschaft Křič für 211.000 Gulden an Wenzel Josef Lažanský von Bukowa auf Manetin. Dieser kaufte im selben Jahre noch vom Prager Domkapitel St. Veit das Gut Tschistay hinzu und vereinigte es mit der Herrschaft Křič. Zu dieser Zeit bestand das Dorf aus sieben Bauernhöfen und hatte 51 Bewohner. 1715 erbten Wenzel Josefs Witwe Marie Gabriele und seine Söhne Maximilian Wenzel und Karl Josef Lažanský den Besitz. Die Herrschaft Křič blieb im Besitz der Witwe, diese starb 1758 als Oberin des Reichsstiftes adeliger Fräulein in der Neustadt Prag und hinterließ eine Hälfte der verschuldeten Herrschaft dem Stift. Die andere Hälfte wurde auf Antrag ihrer Gläubiger subhastiert; da sich dafür jedoch kein Interessent fand, fiel sie den Lažanskýschen Erben zu, die sie 1764 dem Fräuleinstift, das später den Namen k.k. freiweltadeliges Damenstift zu den heiligen Engeln in der Altstadt Prag erhielt, verkauften. Im Jahre 1785 wurde die zur Pfarre Kožlan gehörige Lokalie Dolan aufgehoben und stattdessen die frühere Schlosskapelle in Křič mit einem Lokalisten besetzt. Während der Josephinischen Reformen wurde die Herrschaft im Jahre 1787 an das Prager Theresianum angeschlossen, 1791 ging sie an das Damenstift zurück.
Im Jahre 1843 bestand Studena aus 39 Häusern mit 290 Einwohnern. Südwestlich des Dorfes wurde ein Vitriolbergwerk und im Tal des Dolanský potok eine Vitriolhütte betrieben. Abseits lagen die Einschichten Dolan bzw. Dolany (fünf Dominikalhäuser und die Kirche St. Peter und Paul), Dubian bzw. Dubiany (ein obrigkeitlicher Meierhof mit einem Fischerhaus an der Mies und einer Überfuhr) sowie das obrigkeitliche Jägerhaus Dubensko mit einer Obst- und Waldsamen-Dörre und einer Bauholz-Niederlage. Pfarrort war Křič. Bis zur Mitte des 19. Jahrhunderts blieb Studena der Herrschaft Křič untertänig.
Nach der Aufhebung der Patrimonialherrschaften bildete Studená / Studena ab 1850 eine Gemeinde im Gerichtsbezirk Kralowitz. 1868 wurde Studená dem Bezirk Kralowitz zugeordnet und 1870 nach Hlince eingemeindet. Im Jahre 1887 löste sich Studená von Hlince los und bildete eine eigene Gemeinde. Im Jahre 1906 verkaufte das Freiweltadelige Damenstift zu den heiligen Engeln die Grundherrschaft Chříč Stephan von Götzendorf-Grabowski, der sie 1910 an Gustav Fischer veräußerte. Im Jahre darauf erwarb Karel Černohorský die Güter. Anschließend wechselten die Besitzer in rascher Folge. 1949 wurde das Dorf in den neugebildeten Okres Plasy überwiesen. Nach der Aufhebung des Okres Plasy wurde Studená 1960 dem Okres Plzeň-sever zugeordnet. 1961 erfolgte die Eingemeindung nach Chříč. Am 1. Januar 1994 löste sich Studená wieder von Chříč los und bildete eine eigene Gemeinde. Der Ortskern von Studená wurde 1995 wegen der zahlreichen erhaltenen gezimmerten Gebäude in Volksbauweise zur ländlichen Denkmalschutzzone erklärt.
Studená ist Mitglied der Mikroregion Kralovicko.

## Gemeindegliederung
Für die Gemeinde Studená sind keine Ortsteile ausgewiesen.

## Sehenswürdigkeiten
- Kapelle auf dem Dorfplatz, der quadratische Bau mit Dachreiter entstand im 19. Jahrhundert, er wurde im Jahre 2005 saniert
- Kreuz gegenüber der Kapelle, errichtet im Jahre 1900
- Denkmal für die Gefallenen des Ersten Weltkrieges auf dem Dorfplatz, enthüllt 1928
- Gezimmerte Gehöfte bzw. Speicher Nr. 5, 9, 19, 23, 26 und 30 am Dorfplatz, sie stammen größtenteils aus der 1. Hälfte des 19. Jahrhunderts